# 4058 Cecilgreen
4058 Cecilgreen је астероид главног астероидног појаса чија средња удаљеност од Сунца износи 3,010 астрономских јединица (АЈ).
Апсолутна магнитуда астероида је 11,4.